# Niger Poste
Pour les articles homonymes, voir La Poste.
Niger Poste, est l’opérateur public du service postal au Niger.  Elle a pour mission de garantir à tous les citoyens l’accès au service postal universel.

## Réglementation
La Société est issue de la transformation de l’ancien Office National de la Poste et de l’Epargne (ONPE) en juin 2005.  

## Activités
La société assure quatre domaines d’activités et produits :
- affranchissement
- distribution
- prestations financières
- produits de partenariats : transfert électronique d’argent, recharge de téléphone cellulaire, encaissement de factures au guichet